# Amanda Ilestedt
Amanda Ilestedt (Sölvesborg, 17 januari 1993) is een voetbalspeelster uit Zweden. Ze speelt als verdediger voor Eintracht Frankfurt in de Bundesliga.

## Clubcarrière
Ilestedt speelde in de jeugd voor Sölvesborgs GoIF voordat ze overstapte naar Karlskrona FF. In 2009 maakte Ilestedt de overstap naar FC Rosengård. Hier speelde Ilestedt in acht jaar 124 wedstrijden en maakte ze 5 doelpunten.
In 2017 maakte Ilestedt de overstap naar het Duitse 1. FFC Turbine Potsdam. Na twee seizoen stapte ze over naar competitiegenoot FC Bayern München. Hier hielp ze de club aan haar eerste titel sinds vijf seizoenen.
In 2021 trok Ilestedt verder naar Paris Saint-Germain. Op 17 juni 2023 werd bekend dat Ilestedt de club ging verlaten.
Op 27 juni 2023 maakte Arsenal bekend Amanda Ilestedt over te nemen van Paris Saint-Germain. Op 6 september 2023 mocht Ilestedt haar debuut maken voor Arsenal in het Champions League duel tegen Linköping. Aan het einde van het seizoen 2024/25 liep het contract van Ilestedt bij Arsenal af en verliet ze de club.
Op 1 augustus 2025 tekende Ilestedt een contract bij Eintracht Frankfurt, waarmee ze terugkeerde naar Duitsland.

## Statistieken
| Seizoen | Club                   | Land      | Competitie     | Wedstrijden | Doelpunten |
| ------- | ---------------------- | --------- | -------------- | ----------- | ---------- |
| 2010    | FC Rosengård           | Zweden    | Damallsvenskan | 15          | 0          |
| 2011    | FC Rosengård           | Zweden    | Damallsvenskan | 2           | 0          |
| 2012    | FC Rosengård           | Zweden    | Damallsvenskan | 18          | 2          |
| 2013    | FC Rosengård           | Zweden    | Damallsvenskan | 20          | 0          |
| 2014    | FC Rosengård           | Zweden    | Damallsvenskan | 20          | 1          |
| 2015    | FC Rosengård           | Zweden    | Damallsvenskan | 22          | 0          |
| 2016    | FC Rosengård           | Zweden    | Damallsvenskan | 16          | 2          |
| 2017    | FC Rosengård           | Zweden    | Damallsvenskan | 11          | 0          |
| 2017/18 | 1. FFC Turbine Potsdam | Duitsland | Bundesliga     | 22          | 2          |
| 2018/19 | 1. FFC Turbine Potsdam | Duitsland | Bundesliga     | 13          | 0          |
| 2019/20 | FC Bayern München      | Duitsland | Bundesliga     | 14          | 1          |
| 2020/21 | FC Bayern München      | Duitsland | Bundesliga     | 18          | 4          |
| 2021/22 | Paris Saint-Germain    | Frankrijk | Division 1     | 15          | 1          |
| 2022/23 | Paris Saint-Germain    | Frankrijk | Division 1     | 15          | 0          |
| 2023/24 | Arsenal                | Engeland  | Super League   | 12          | 1          |
| 2024/25 | Arsenal                | Engeland  | Super League   | 3           | 0          |
| 2025/26 | Eintracht Frankfurt    | Duitsland | Bundesliga     | 0           | 0          |
| Totaal  | Totaal                 | Totaal    | Totaal         | 236         | 14         |

Laatste update: 1 augustus 2025

## Interlandcarrière
Ilestedt maakte haar debuut voor het Zweeds nationaal voetbalelftal op 4 juli 2013 in een 4-1 overwinning op Engeland.
In 2015 werd Ilestedt geselecteerd voor het WK 2015. Ilestedt kwam alle vier de wedstrijden in actie en werd met haar land uitgeschakeld in de achtste finales tegen Duitsland.
Amanda Ilestedt werd in 2019 opgeroepen voor het Wereldkampioenschap voetbal vrouwen 2019. Op dit toernooi kwam ze in drie van de zeven wedstrijden die Zweden speelde in actie. Met haar land werd ze uitgeschakeld in de halve finales waarin Nederland met 1-0 te sterk was.
Amanda Ilestedt was ook actief met haar land op het Europees kampioenschap voetbal vrouwen 2022. Hierin kwam Zweden tot de kwartfinales waarin latere winnaar van het toernooi, Engeland, met 4-0 te sterk was. Ilestedt kwam alle 5 wedstrijden van Zweden in actie.
Bondscoach Peter Gerhardsson selecteerde Amanda Ilestedt voor het WK 2023. In het eerste groepsduel tegen Zuid-Afrika maakte Ilestedt haar eerste doelpunt op een WK. In het tweede groepsduel tegen Italië kwam Ilestedt zelfs twee keer tot scoren. Zweden reikte tot de halve finales, mede door een doelpunt van Ilestedt in de kwartfinale tegen Japan, waarin Spanje nipt met 2-1 te sterk was. Door Australië in de verliezersfinale te verslaan pakte Zweden het brons.
1: Lindahl ·
2: Andersson ·
3: Sembrant ·
4: Glas ·
5: Fischer ·
6: Eriksson ·
7: Janogy ·
8: Hurtig ·
9: Asllani ·
10: Jakobsson ·
11: Blackstenius · 12: Falk · 13: Ilestedt · 14: Roddar · 15: Björn · 16: Zigiotti Olme · 17: Seger · 18: Rolfö · 19: Anvegård · 20: Larsson · 21: Mušović · 22: Schough · 23: Rubensson · Coach: Gerhardsson